# 傅睿思
傅睿思（丹麥語：Else Marie Friis，1947年6月18日—），女，丹麦古植物学家，瑞典皇家科学院院士，丹麦皇家科学及文学院院士，挪威科学及文学院院士，中国科学院外籍院士。